# Élections législatives de 1951 dans les Ardennes
Les élections législatives françaises de 1951 se tiennent le 17 juin. Ce sont les deuxièmes élections législatives de la Quatrième République.

## Mode de scrutin
Représentation proportionnelle plurinominale suivant la méthode du plus fort reste dans 103 circonscriptions, conformément à la loi des apparentements : les listes qui se sont « apparentées » avant l'élection remportent tous les sièges de la circonscription si leurs voix ajoutées obtiennent la majorité absolue des suffrages exprimés. Il y a 629 sièges à pourvoir.
Le vote préférentiel est admis. 
Dans le département des Ardennes, quatre députés sont à élire.

## Candidats

### Liste socialisteSFIO
| N° | Candidats | Candidats       | Parti | Principales fonctions                                                                 |
| -- | --------- | --------------- | ----- | ------------------------------------------------------------------------------------- |
| 01 |           | Guy Desson      | SFIO  | Député sortant, chef de cabinet ministériel, conseiller général du canton de Grandpré |
| 02 |           | Camille Titeux  | SFIO  | Ouvrier outilleur, maire de Revin                                                     |
| 03 |           | Camille Lassaux | SFIO  | Maire de Rethel, directeur d'école, conseiller général                                |
| 04 |           | Gaston Husson   | SFIO  | Instituteur                                                                           |

### Liste duMRP
| N° | Candidats | Candidats        | Parti | Principales fonctions                                                                         |
| -- | --------- | ---------------- | ----- | --------------------------------------------------------------------------------------------- |
| 01 |           | René Penoy       | MRP   | Adjoint technique des Ponts et Chaussées, conseiller municipal de Mézières, député sortant    |
| 02 |           | Jean Blocquaux   | MRP   | Inspecteur principal de l'enregistrement, conseiller municipal de Charleville, député sortant |
| 03 |           | René Tinant      | MRP   | Maire de Cauroy, conseiller général du canton de Machault                                     |
| 04 |           | Georges Pérignon | MRP   | Docteur en médecine, conseiller général, conseiller municipal de Sedan                        |

### Liste de l'union des indépendants, des paysans et des républicains nationaux
| N° | Candidats | Candidats       | Parti | Principales fonctions                                             |
| -- | --------- | --------------- | ----- | ----------------------------------------------------------------- |
| 01 |           | Raymond Lefèvre | CNIP  | Maire de La Sabotterie, conseiller général du canton de Tourteron |
| 02 |           | Maurice Arnould | CNIP  | Exploitant forestier, négociant en bois à Pouru-Saint-Remy        |
| 03 |           | René Crasquin   | CNIP  | Docteur-vétérinaire à Liart                                       |
| 04 |           | Jean Cuif       | CNIP  | Agriculteur à Lucquy                                              |

### Liste du Parti communiste français
| N° | Candidats | Candidats           | Parti | Principales fonctions                                         |
| -- | --------- | ------------------- | ----- | ------------------------------------------------------------- |
| 01 |           | Pierre Lareppe      | PCF   | Député sortant, ouvrier mouleur, maire de Nouzonville         |
| 02 |           | André Compain       | PCF   | Ouvrier du bâtiment, dirigeant syndical CGT, maire de Levrézy |
| 03 |           | Jeanine-Léone Rozoy | PCF   | Professeure, Charleville                                      |
| 04 |           | Georges Benoit      | PCF   | Professeur                                                    |

### Liste du Rassemblement du peuple français
| N° | Candidats | Candidats         | Parti | Principales fonctions                                               |
| -- | --------- | ----------------- | ----- | ------------------------------------------------------------------- |
| 01 |           | Roger Grétéré     | RPF   | Avocat à Reims                                                      |
| 02 |           | Maurice Fricoteau | RPF   | Cultivateur à Grivy-Loisy, conseiller général du canton de Vouziers |
| 03 |           | Georges Thévenin  | RPF   | Gérant d'industrie à Thilay                                         |
| 04 |           | Georges Châtelain | RPF   | Cultivateur                                                         |

### Liste du Parti radical-socialiste
| N° | Candidats | Candidats        | Parti   | Principales fonctions                                                               |
| -- | --------- | ---------------- | ------- | ----------------------------------------------------------------------------------- |
| 01 |           | Gabriel Delattre | Radical | Avocat, ancien député                                                               |
| 02 |           | Marcel Ganichon  | Radical | Entrepreneur de travaux publics à Signy-l'Abbaye, Vice-Président du Conseil Général |
| 03 |           | Alain Groud      | Radical | Agriculteur à Vouziers                                                              |
| 04 |           | Félix Berge      | Radical | Agent de production métallurgique, Rocroi                                           |

### Liste de défense des libertés
| N° | Candidats | Candidats       | Parti                | Principales fonctions           |
| -- | --------- | --------------- | -------------------- | ------------------------------- |
| 01 |           | André Lhermitte | Défense des libertés | Agriculteur                     |
| 02 |           | Gaston Michel   | Défense des libertés | Négociant                       |
| 03 |           | Bertrand Tièche | Défense des libertés | Entrepreneur de travaux publics |
| 04 |           | Jean Lesueur    | Défense des libertés | Agent d'assurances              |

## Élus
| Député sortant | Parti | Parti | Député élu ou réélu | Parti | Parti |
| -------------- | ----- | ----- | ------------------- | ----- | ----- |
| Pierre Lareppe |       | PCF   | Camille Titeux      |       | SFIO  |
| Guy Desson     |       | SFIO  | Guy Desson          |       | SFIO  |
| René Penoy     |       | MRP   | René Penoy          |       | MRP   |
| Jean Blocquaux |       | MRP   | Raymond Lefèvre     |       | CNIP  |

## Résultats

### Résultats à l'échelle du département
- Les listes de la SFIO, du MRP, du CNIP, et Rad-soc se sont apparentées.
- Leurs voix représentant plus de 50% des exprimés, elles remportent tous les sièges en jeu. Ces derniers sont répartis à la proportionnelle entre les partis apparentés.

| Parti    | Parti     | Tête de liste    | Résultats | Résultats | Sièges |  |
| Parti    | Parti     | Tête de liste    | Voix      | %         |        |  |
| -------- | --------- | ---------------- | --------- | --------- | ------ |  |
|          | PCF       | Pierre Lareppe   | 32 741    | 26,56     | 0      |  |
|          | SFIO *    | Guy Desson       | 28 550    | 23,16     | 2      |  |
|          | RPF       | Roger Grétéré    | 21 641    | 17,56     | 0      |  |
|          | MRP *     | René Penoy       | 19 337    | 15,69     | 1      |  |
|          | CNIP *    | Raymond Lefèvre  | 12 398    | 10,06     | 1      |  |
|          | Rad-soc * | Gabriel Delattre | 7 395     | 6,00      | 0      |  |
|          | Déf. lib  | André Lhermitte  | 3         | 0,01      | 0      |  |
|          |           |                  |           |           |        |  |
| Inscrits | Inscrits  | Inscrits         | 150 894   | 100,00    | 4      |  |
| Votants  | Votants   | Votants          | 126 225   | 83,65     |        |  |
| Exprimés | Exprimés  | Exprimés         | 123 274   | 97,66     |        |  |